# Alchemilla alexandri
Alchemilla alexandri é uma espécie de rosácea do gênero Alchemilla, pertencente à família Rosaceae.